# 邊境
邊境或邊境地區在政治學和地理學上指鄰近邊界、國界的區域範圍，一般來說有著特殊的重要性。
在戰爭時期，邊境地區可能會成為緊張地區，甚至成為戰線的一部份。一般情況下，邊境地區亦多數設有出入限制，甚至被列為禁區，如香港邊境禁區。亦有部份戒備較低的邊境，如美加邊境就處在長期不駐防的開放狀態，甚至容許一定程度的跨越美國、加拿大兩國邊界。
有些時候，邊境亦作為國與國之間的緩衝區，以減少發生衝突，如依三八線兩邊平行而設的朝鮮半島非軍事區。

## 日本的边境地区
- 北海道稚内市
- 北海道根室支厅
- 长崎县对马市
- 长崎县壹岐市
- 岛根县隐岐郡
- 东京都小笠原村
- 冲绳县八重山郡
- 冲绳县石垣市

## 印度的边境邦
- 查谟和克什米尔邦
- 旁遮普邦
- 拉贾斯坦邦
- 古吉拉特邦
- 喜马偕尔邦
- 泰米尔纳德邦
- 西孟加拉邦
- 北阿坎德邦
- 锡金邦
- 阿萨姆邦
- 曼尼普尔邦
- 梅加拉亚邦
- 米佐拉姆邦
- 那加兰邦

## 俄罗斯的边境地区

### 亚洲
- 楚科奇自治区
- 滨海边疆区
- 哈巴罗夫斯克边疆区
- 堪察加边疆区
- 萨哈林州
- 阿穆尔州
- 犹太自治州
- 外贝加尔边疆区
- 图瓦共和国
- 布里亚特共和国
- 阿尔泰边疆区
- 新西伯利亚州
- 鄂木斯克州
- 奥伦堡州
- 库尔干州
- 车里雅宾斯克州

### 欧洲
- 加里宁格勒州
- 圣彼得堡市
- 摩尔曼斯克州
- 卡累利阿共和国
- 普斯科夫州
- 萨拉托夫州
- 伏尔加格勒州
- 阿斯特拉罕州
- 罗斯托夫州
- 克拉斯诺达尔边疆区
- 卡尔梅克共和国